# Leeroy Thornhill
Pour les articles homonymes, voir Thornhill.
Leeroy Paul Thornhill (né le 8 octobre 1968 à Barking, en Angleterre) est un danseur et musicien britannique. Il se fait connaitre en tant que danseur du groupe anglais de musique électronique The Prodigy, qu'il quitte en 2000 pour une carrière solo.

## Biographie
Il rejoint The Prodigy avec Keith Flint et Maxim Reality après avoir rencontré Liam Howlett dans un club rave local, The Barn. Thornhill contribue également occasionnellement aux claviers en direct, mais il n'a pas apporté de contribution musicale aux albums du groupe. En 2000, Thornhill quitte le groupe et enregistre plusieurs EP en solo sous les noms de Longman et Flightcrank. Il entame ensuite une carrière de DJ, mais reste en contact avec les Prodigy.
Thornhill fixe au 24 octobre 2024 la date de sortie de ses mémoires Wildfire : My Ten Years Getting High in the Prodigy. L'annonce précise que le livre prévoit de faire la chronique de la décennie qu'il a passée au sein du Prodigy, ainsi qu'une collection personnelle de photographies.

## Vie personnelle
Thornhill épouse Elena Sadchikova en 2014. Sa femme est une artiste qui a également contribué à ses projets.

## Discographie
- 1993 : Lowrise EP (vinyle)
- 1996 : The Longman EP'
- 2000 : Flightcrank EP (CD et vinyle)
- 2000 : Inside Out (Original Version) / Outside In (vinyle)
- 2001 : Amazing (CD et vinyle)
- 2001 : What U Need (CD et vinyle)
- 2018 : Wait for Me / Breaking (téléchargement)
- 2018 : The Calling / Vibrations (téléchargement)